# Savage Harvest
Savage Harvest és una pel·lícula de terror dirigida per Eric Stanze i produïda l'any 1994. Té una seqüela anomenada Savage Harvest 2: October Blood, de l'any 2007, dirigida per Jason Christ. La seqüela la distribueix Brain Damage Films.

## Argument
Un grup d'amics van a una caseta al costat d'un llac i són atacs per dimonis cherokee.

## Repartiment
- Lisa Morrison: Mikki
- Ramona Midgett: Karen
- William Clifton: Mark
- David Berliner: Jeff
- D.J. Vivona: Nathan
- Rebecca Kennebeck: Loretta

## Recepció
All Movie l'ha puntuat com a 2 sobre 5, on Robert Firsching considera que és de les millors pel·lícules de terror sobre esperits indis, que la qualitat de l'actuació, la videografia i el so com a millors que la mitjana, a més d'encertar amb la banda sonora feta per Hotel Faux Pas. Bloody Disgusting el puntuà com a 3 i mig sobre 5, i a la seqüela la puntuà com a 4 sobre 5.